# نشست سران ولادی‌وستوک درباره کنترل تسلیحات
نشست سران ولادی‌وستوک دربارهٔ کنترل تسلیحات، اجلاسی دو روزه بود که در ۲۳ و ۲۴ نوامبر ۱۹۷۴ در شهر وِلادی‌وُستوک، واقع در منطقهٔ پریمورسکی روسیه، برگزار شد. هدف این نشست، گسترش مقررات کنترل تسلیحات میان اتحاد جماهیر شوروی و ایالات متحده آمریکا بود.
پس از سلسله مذاکراتی میان رئیس‌جمهور آمریکا جرالد فورد و وزیر امور خارجهٔ شوروی آندری گرومیکو در واشینگتن و نیز دیدار هنری کیسینجر، وزیر امور خارجهٔ ایالات متحده، از مسکو، فورد برای ملاقات مستقیم با دبیرکل حزب کمونیست شوروی لئونید برژنف به ولادیووستوک سفر کرد. دو رهبر در این دیدار بر سر شرایطی توافق کردند که به موجب آن، هر دو کشور به داشتن «تعداد مساوی» از انواع مختلف تسلیحات محدود می‌شدند. این تسلیحات شامل وسایل پرتاب استراتژیک هسته‌ای (SNDV)، موشک‌های بالستیک قاره‌پیما (ICBM) و موشک‌های بالستیک پرتاب‌شونده از زیردریایی (SLBM) مجهز به کلاهک‌های چندگانه با هدف‌گیری مستقل (MIRV) بود.
در پایان این نشست بیانیهٔ مشترکی منتشر شد که در آن بر پایبندی دو کشور به حمایت از صلح جهانی، تعمیق روابط دوستانه بین‌المللی و گسترش همکاری‌های جهانی تأکید گردید و تصریح شد که این امر به سود کشورهایی با نظام‌های سیاسی و اجتماعی متفاوت خواهد بود. در بیانیه آمده بود که در زمینهٔ بازسازی روابط دوجانبه، بر اساس اصل همزیستی مسالمت‌آمیز و تحقق امنیت برابر، دستاوردهای مهمی به دست آمده است. در همین چارچوب، تلاش‌ها برای محدودسازی تسلیحات راهبردی و همچنین تقویت همکاری‌های اقتصادی و علمی ادامه یافت. در بخش مربوط به خاورمیانه، دو طرف به تبادل نظر پرداختند و نگرانی خود را از اوضاع خطرناک موجود در منطقه ابراز کردند و بر عزمشان برای تلاش در جهت حل مسائل اصلی مرتبط با برقراری صلحی عادلانه و پایدار بر مبنای قطعنامه ۳۳۸ شورای امنیت و با در نظر گرفتن منافع مشروع همهٔ ملت‌های منطقه، از جمله ملت فلسطین، و حق تمامی کشورهای منطقه برای برخورداری از موجودیت مستقل، تأکید نمودند. چند ساعت پس از انتشار بیانیه، کاخ سفید متن آن را مجدداً بازپخش کرد، زیرا مشخص شد نسخهٔ توزیع‌شده در واشینگتن با آنچه در مسکو منتشر شده بود تفاوت دارد؛ به‌ویژه آنکه نسخهٔ واشینگتن عبارت مربوط به «منافع مشروع ملت فلسطین» را حذف کرده بود.

## پیش‌زمینه

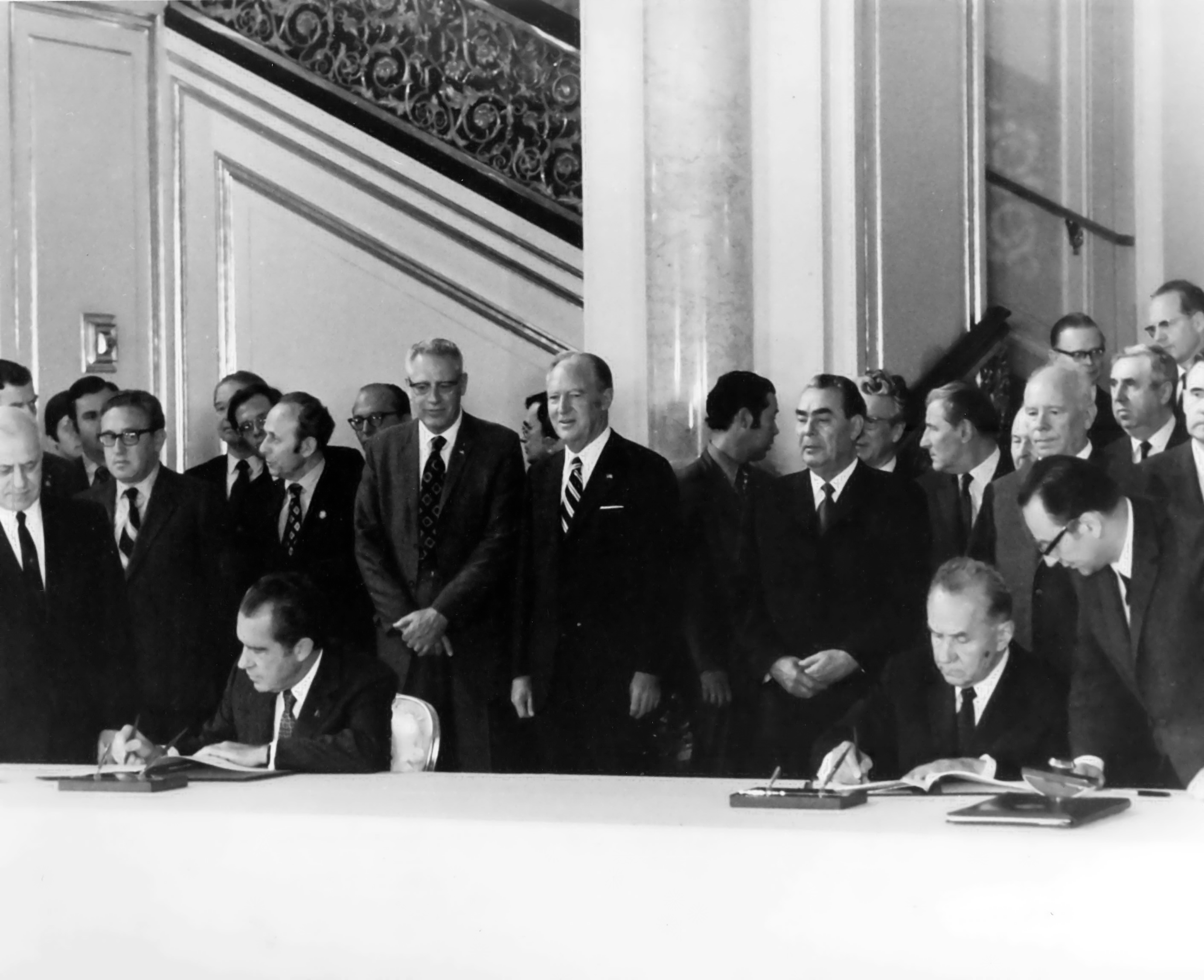
رئیس جمهور آمریکا ریچارد نیکسون در جریان اجلاس دوجانبه در مسکو در ۲۴ مۀ ۱۹۷۲.

نموداری که مراحل مختلف مسیر موشک MIRV را از پرتاب تا انفجار نشان می‌دهد.

اتحاد جماهیر شوروی و ایالات متحدهٔ آمریکا نخستین توافق خود را دربارهٔ محدودسازی تسلیحات راهبردی در ماه مهٔ ۱۹۷۲ (سالت ۱) به دست آوردند که شمار موشک بالستیک هر کشور را محدود می‌کرد: ۲۳۶۰ برای شوروی و ۱۷۱۰ برای ایالات متحده. با این حال، این توافق جامع نبود؛ زیرا محدودیتی برای تعداد بمب‌افکن‌های سنگین یا موشک‌های مجهز به کلاهک‌های چندگانه (MIRV) برای هیچ‌یک از کشورها تعیین نمی‌کرد، امری که تا سال ۱۹۷۴ به نفع ایالات متحده تمام شد. با توجه به اینکه توافق سالت ۱ قرار بود در اکتبر ۱۹۷۷ منقضی شود، هر دو کشور علاقه‌مند به دستیابی به توافقی پایدار و جامع‌تر بودند، اما تلاش‌های اولیۀ رئیس‌جمهور ریچارد نیکسون و گرومیکو موفقیت‌آمیز نبود.
سرانجام، سفر هنری کیسینجر به مسکو در اکتبر ۱۹۷۴ پیشرفت قابل‌توجهی ایجاد کرد و زمینه‌ای کلی برای توافق سالت ۲ پیش از ورود فورد به ولادیوستوک فراهم نمود.پیش از آغاز نشست ولادیوستوک، فورد اشاره کرد که تنها «دو مسئله» باقی مانده است که باید تعیین شوند: تعداد پرتابگرها و کلاهک‌های چندگانه (MIRV) مجاز برای هر کشور، و اینکه آیا هر کشور سهم مساوی دریافت کند یا از تخصیص متفاوتی استفاده شود که به شوروی پرتابگرهای بیشتر و به آمریکا MIRVهای بیشتری بدهد.به گفتۀ دوبرینین، این اختلاف احتمالی به این دلیل بود که زرادخانه‌های آمریکا و شوروی «از ابتدا کاملاً در ساختار و استقرار با هم متفاوت بودند».ایالات متحده دارای یک «سه‌گانۀ هسته‌ای» بود که تسلیحات هسته‌ای می‌توانستند از زمین، دریا یا هوا تحویل داده شوند (به‌ویژه به دلیل نیروی دریایی آب‌های آبی و پایگاه‌های هوایی استراتژیک آمریکا در سراسر جهان)، در حالی که اتحاد شوروی به موشک‌های بزرگ و دوربرد متکی بود، زیرا تسلیحاتش عمدتاً محدود به قلمرو قاره‌ای خود بودند.
پیش از آغاز نشست، دوبرینین به تمایل شوروی برای یافتن «تعادلی ظریف بین تعداد بیشتر موشک‌های زمینی شوروی… و تعداد بیشتر موشک‌های برتر آمریکایی با کلاهک‌های چندگانه (MIRV)» اشاره کرد.آمریکایی‌ها در عوض خواهان مجاز بودن تعداد مساوی تسلیحات برای هر دو کشور بودند، سیاستی که به «برابری عددی» شناخته می‌شود، اگرچه کیسینجر نسبت به فورد نسبت به امکان تحقق آن خوش‌بین‌تر بود. به گفتۀ کیسینجر، نشست ولادیوستوک «تنها باری در دوران ریاست‌جمهوری فورد بود که او موضع متحد دولت خود دربارۀ سالت را نمایندگی می‌کرد».او همچنین به رئیس‌جمهور هشدار داد که حتی در صورت دستیابی به توافق، «حملات داخلی علیه سالت ادامه خواهد داشت».
به گفتۀ آناتولی دوبرینین، سفیر شوروی در ایالات متحده، این فورد بود که پیشنهاد داد نشست در ولادیوستوک برگزار شود، بخشی از انگیزه او دیدن مستندی در سفارت شوروی در واشینگتن درباره ببرهایی بود که در تایگای اوسوری در سیبری زندگی می‌کردند.پس از آنکه فورد پرسید ولادیوستوک چقدر از مسکو فاصله دارد، دوبرینین پاسخ داد: «نیویورک به مسکو نزدیک‌تر است تا مسکو به ولادیووستوک». دوبرینین همچنین نقل می‌کند که فورد «از وسعت کشورم شگفت‌زده شد و گفت که تعداد کمی از آمریکایی‌ها می‌توانند آن را درک کنند». به گفتۀ دوبرینین، کیسینجر نیز از احتمال برگزاری نشست در ولادیوستوک هیجان‌زده بود، هم به این دلیل که می‌توانست با سفر فورد به ژاپن مرتبط شود و «کمتر ساختگی به نظر برسد» و هم به دلیل نزدیکی جغرافیایی شهر به جمهوری خلق چین، که نگرانی اصلی دیگر سیاست «دیپلماسی سه‌ضلعی» کیسینجر بود.